# Lijst van monumenten in Nederland voor de Tweede Boerenoorlog
Na de Tweede Boerenoorlog zijn in Nederland een aantal monumenten opgericht om deze oorlog in Zuidelijk-Afrika te herdenken. Tijdens deze oorlog werden de onafhankelijke Nederlandse Boerenrepublieken Oranje Vrijstaat en Transvaal (officieel: Zuid-Afrikaansche Republiek) veroverd door de Britten.
Tijdens deze oorlog was Nederland uitgesproken pro-Boers en gingen ongeveer 2.000 Nederlandse vrijwilligers naar Zuid-Afrika om te vechten aan de zijde van de republieken. De Nederlandse houding ten aanzien van de Boerenrepublieken kwam mede door de bestaande verwantschap tussen de Nederlanders en Afrikaners (ook wel Boeren genoemd), welke voor een groot deel voormalige Nederlandse kolonisten in Zuid-Afrika zijn.
Let op: De onderstaande lijst is niet compleet!
| Monument | Bouwjaar     | Afgebeelde persoon/Ter ere van                                                                             | Plaats                                                | Opmerking |
| --- | ------------ | --- | ----------------------------------------------------- | --- |
| Lijst van monumenten in Nederland voor de Tweede Boerenoorlog (Nederland) · Lijst van monumenten in Nederland voor de Tweede Boerenoorlog · Lijst van monumenten in Nederland voor de Tweede Boerenoorlog · Lijst van monumenten in Nederland voor de Tweede Boerenoorlog · Lijst van monumenten in Nederland voor de Tweede Boerenoorlog · Lijst van monumenten in Nederland voor de Tweede Boerenoorlog · Lijst van monumenten in Nederland voor de Tweede Boerenoorlog · Lijst van monumenten in Nederland voor de Tweede Boerenoorlog · Lijst van monumenten in Nederland voor de Tweede Boerenoorlog · Lijst van monumenten in Nederland voor de Tweede Boerenoorlog · Lijst van monumenten in Nederland voor de Tweede Boerenoorlog · Lijst van monumenten in Nederland voor de Tweede Boerenoorlog · Lijst van monumenten in Nederland voor de Tweede Boerenoorlog · Lijst van monumenten in Nederland voor de Tweede Boerenoorlog · Lijst van monumenten in Nederland voor de Tweede Boerenoorlog · Lijst van monumenten in Nederland voor de Tweede Boerenoorlog · Lijst van monumenten in Nederland voor de Tweede Boerenoorlog · Lijst van monumenten in Nederland voor de Tweede Boerenoorlog · Lijst van monumenten in Nederland voor de Tweede Boerenoorlog · Lijst van monumenten in Nederland voor de Tweede Boerenoorlog · Lijst van monumenten in Nederland voor de Tweede Boerenoorlog · Lijst van monumenten in Nederland voor de Tweede Boerenoorlog · Lijst van monumenten in Nederland voor de Tweede Boerenoorlog · Lijst van monumenten in Nederland voor de Tweede Boerenoorlog · Lijst van monumenten in Nederland voor de Tweede Boerenoorlog · Lijst van monumenten in Nederland voor de Tweede Boerenoorlog · Lijst van monumenten in Nederland voor de Tweede Boerenoorlog · Lijst van monumenten in Nederland voor de Tweede Boerenoorlog · Lijst van monumenten in Nederland voor de Tweede Boerenoorlog · Lijst van monumenten in Nederland voor de Tweede Boerenoorlog · Lijst van monumenten in Nederland voor de Tweede Boerenoorlog · Lijst van monumenten in Nederland voor de Tweede Boerenoorlog · Lijst van monumenten in Nederland voor de Tweede Boerenoorlog · Lijst van monumenten in Nederland voor de Tweede Boerenoorlog · Lijst van monumenten in Nederland voor de Tweede Boerenoorlog · Lijst van monumenten in Nederland voor de Tweede Boerenoorlog · Lijst van monumenten in Nederland voor de Tweede Boerenoorlog · Lijst van monumenten in Nederland voor de Tweede Boerenoorlog · Lijst van monumenten in Nederland voor de Tweede Boerenoorlog · Lijst van monumenten in Nederland voor de Tweede Boerenoorlog · Lijst van monumenten in Nederland voor de Tweede Boerenoorlog | 1899 - heden | Plaatsen waar een wijk, buurt of straten vernoemd zijn naar personen uit de Oranje Vrijstaat of Transvaal. | Verspreid door heel Nederland                         | In heel Nederland zijn vanaf 1899 straten vernoemd naar Afrikaners uit de Zuid-Afrikaansche Republiek en de Oranje-Vrijstaat. Dit kwam niet alleen door de Nederlandse steun voor de Boeren tijdens de oorlog, maar ook door de rondreizen die Staatspresident Kruger (ZAR, in 1900 en 1901), Staatspresident Steyn (OVS, in 1903), de generaals Botha, De la Rey en De Wet (in 1903) en generaal en latere premier van de Unie van Zuid-Afrika Jan Smuts (in 1948). |
| | 1900         | De Transvaalsche Boer Zuid-Afrikaansche Republiek                                                          | Gasthuismolensteeg 20 Amsterdam                       | In 1900 werd het pand aan de Gasthuismolensteeg verbouwd, omdat op de benedenverdieping van het pand het sigarenmagazijn De Transvaalsche Boer werd gevestigd. Hierbij is ook het beeldje van De Transvaalsche Boer van de hand van Johann Zeitz op de uitstekende puibalk bevestigd ter herinnering aan de Tweede Boerenoorlog. |
| | 1901         | Portretten van vier Boerenleiders · Oranje Vrijstaat · Zuid-Afrikaansche Republiek                         | Blekerssingel Gouda                                   | Op de woonhuizen van Het Wapen van Amsterdam staan vier portretten van verschillende boerenleiders van de twee republieken. Afgebeeld zijn Marthinus Theunis Steyn (president van de Oranje Vrijstaat), Piet Retief (veldcommandant), Paul Kruger (president van de Transvaal) en Petrus Jacobus Joubert (commandant-generaal). De vijfde afbeelding is geen boerenleider, maar is de advocaat die de toenmalige eigenaar bijstond in een civiele procedure. Deze portretten hangen boven de ramen en deuren van de drie woonhuizen. De sculpturen zijn gemaakt door Christiaan Petrus Clemens (1842-1888). Het bijbehorende bedrijfspand bezit geen portretten. |
| | 1901         | Plaque ter nagedachtenis aan Herman Coster Zuid-Afrikaansche Republiek Nederland                           | Academiegebouw Leiden                                 | Bij de ingang van het Academiegebouw van de Universiteit Leiden bevindt zich een plaque ter nagedachtenis aan de Leidse alumnus Herman Coster, die in 1899 stierf in de slag van Elandslaagte. Herman Coster was tussen 1895 en 1897 staatsprocureur van de Zuid-Afrikaansche Republiek. |
| | 1921         | Christiaan de Wet · Generaal · Zevende en laatste president · Oranje Vrijstaat                             | Otterlose Zand Nationaal Park De Hoge Veluwe          | In de sokkel zijn onder andere de presidenten Steyn en Kruger te zien. Het beeld is gemaakt door Joseph Mendes da Costa in opdracht van Helene Kröller-Müller |
| | 1922         | Marthinus Theunis Steyn Zesde president Oranje Vrijstaat                                                   | Rijsterborgherpark Deventer                           | Het monument was in de jaren 1960-1990 een veelvuldig mikpunt van anti-apartheid demonstranten. |
| | 1920-1924    | De Raadsman · Marthinus Theunis Steyn                                                                      | Jachthuis Sint-Hubertus Nationaal Park De Hoge Veluwe | Mendes da Costa had in dit beeld de figuur van een raadsman - ter ere van president Steyn - willen symboliseren. Helene Kröller-Müller vond het ontwerp niet geschikt en zag ervan af om het monument aan Zuid-Afrika aan te bieden, het beeld moest Marthinus Steyn niet voorstellen. |
| | 1923-1924    | President Steynbank Oranje Vrijstaat                                                                       | Nationaal Park De Hoge Veluwe                         | |
| | 1952         | Paul Kruger Vijfde president Zuid-Afrikaansche Republiek                                                   | Buitenplaats Oranjelust Maliebaan 89 Utrecht          | Het monument is ontworpen door Isabella van Beeck Calkoen. Het is voor zover bekend het enige monument van Paul Kruger in Nederland. Het monument was in 2011 in zeer slechte staat. Over het fries van Kruger was een plaat geplaatst met daarop het huisnummer van het gebouw. |